# Островский, Юзеф Август
Юзеф Август Островский в российской политической жизни Иосиф Александрович Островский (пол. Józef August Ostrowski 21 января 1850, Малюшин — 20 июня 1923, там же) — граф, польский консервативно-либеральный политик, в 1917—1918 гг. (при германской оккупации) член регентского совета Королевства Польского, земянин.

## Биография
Сын президента Земского кредитного общества Царства Польского графа Александра Островского и его жены Хелены из Морштынов. Учился на юридическом факультете Варшавской главной школы, затем в Варшавском университете и в берлинском Университете Гумбольдта. Окончил обучение на сельскохозяйственном факультете в Галле и Гогенгейме. С 1896 владел местностью Малюшин. 

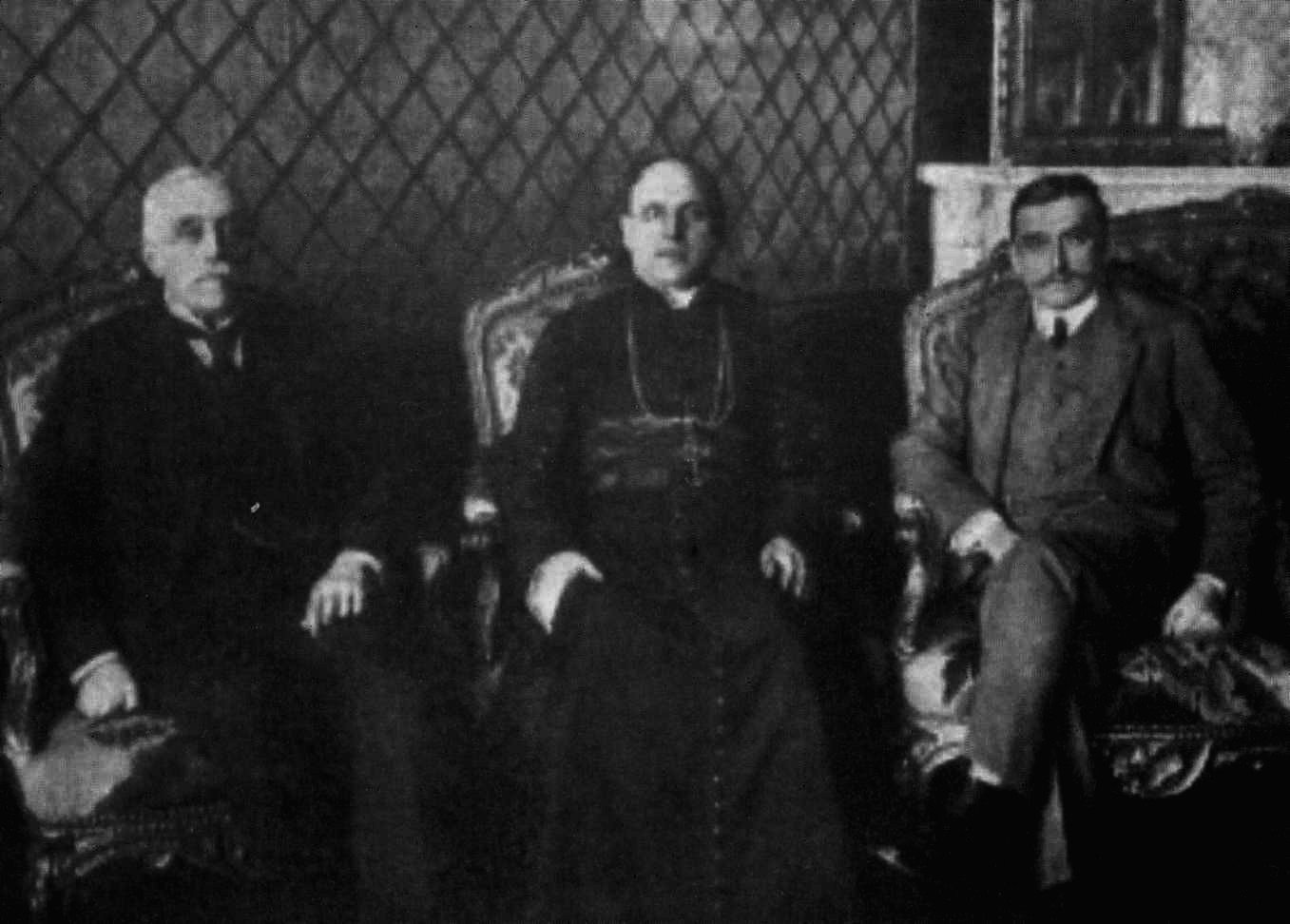
Островский (первый слева) и другие члены Регентского совета.

Гминный судья в Петрокове, член Земского кредитного общества. В 1905 г. был основателем Партии реальной политики (Stronnictwa Polityki Realnej).
В 1906 году избран в Государственный Совет от землевладельцев Царства Польского, отказался в 16 апреля 1908 году.  9 октября 1908 на его место избран граф Генрих Потоцкий. Островский вновь избран в Государственный Совет в 1909 и вновь отказался от места в 15 октября 1910 году.
Во время германской оккупации Польши с 27 октября 1917 г. по 14 ноября 1918 r. был одним из 3 членов Регентского совета Королевства Польского. Наряду с прелатом Зигмунтом Хелмицким был автором большого числа постановлений данного совета. Именно в его варшавской квартире Регентский совет совершил формальную передачу Юзефу Пилсудскому военной власти 11 ноября 1918 г. и гражданской власти 14 ноября 1918 г.
Умер в 1923 г. в своём дворце в Малюшине. На нём пресеклась мужская малюшинская ветвь рода Островских, а его имение перешло к Потоцким.